# 弗兰克·布莱恩
弗兰克·桑德斯·布莱恩（英語：Frank Sands Brian，1923年5月1日—2017年5月14日），美国NBA联盟的前职业篮球运动员。